# Krampus
För andra betydelser, se Krampus (olika betydelser).

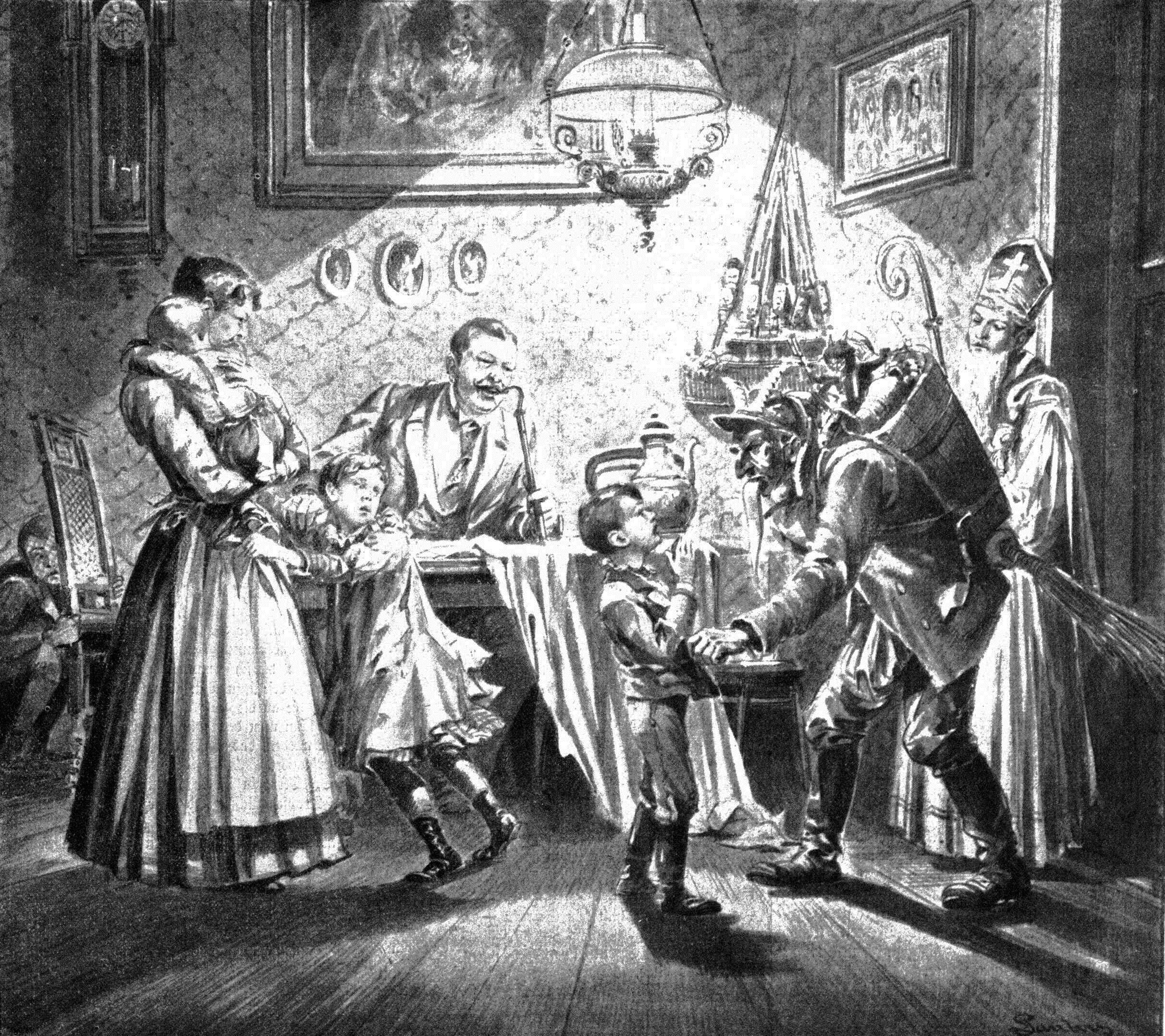
Krampus och Sankt Nicolaus besöker ett hem i Wien år 1896. Krampus bär både ett ris att använda på olydiga barn och en säck att stoppa dem i.

Krampus är en folkloristisk fiktiv gestalt i Mellaneuropa, i ett område som omfattar Bayern, Österrike, Ungern, Tjeckien, Kroatien, Slovakien och Slovenien. 

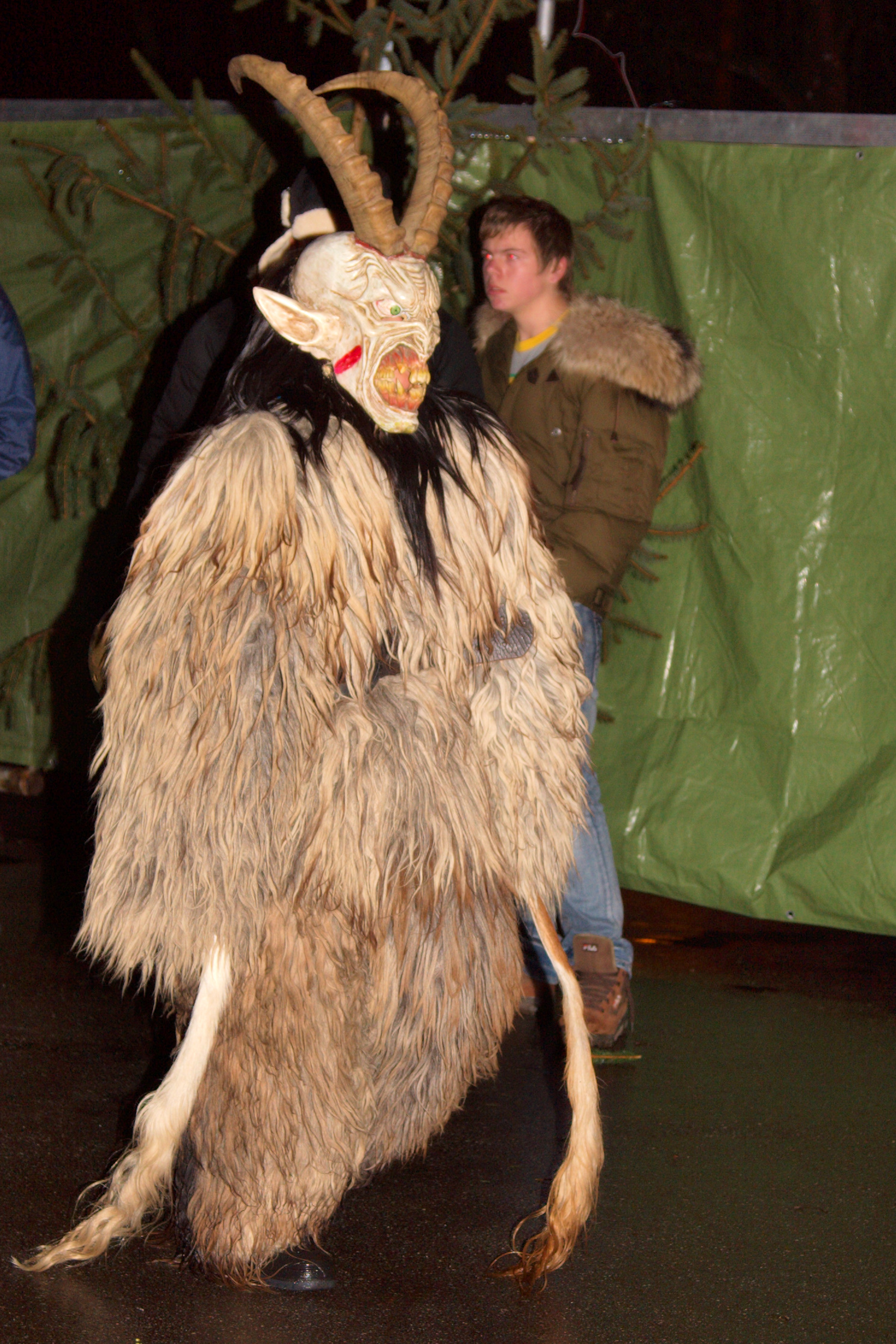
En modern Krampus personifierad i Salzburg.

Traditionen med Krampus hör till advent och han brukar framställas som en djävulslik och skrämmande följeslagare till den vänlige Sankt Nikolaus. I lutherska miljöer är Krampus istället Jesusbarnets följeslagare. Krampus används för att skrämma barn till lydnad genom att utlova straff, som risbastu men kan även föra bort barn som inte har varit snälla. 
Sankt Nikolaus firas den 6 december, då han exempelvis kan lämna presenter i de välputsade skor som barnen ställt upp i fönstret. Han är alltid osynlig och anländer med sina presenter under natten. På morgonen hittar barnen presenterna och ett (ofta gyllene) risknippe i skorna. Risknippet blir mycket stort om de har varit olydiga.
Krampusgestalten och den nordiska julbocken har likheter, men kopplingar mellan dessa båda traditioner är oklara.